# Diatripàcies
Diatrypaceae és una família de fongs de l'orde de les xilarials. Segons una estimació feta l'any 2008 la família té 13 gèneres i 229 espècies.

## Gènere
- Anthostoma
- Cryptosphaeria
- Diatrype
- Diatrypella
- Dothideovalsa
- Echinomyces
- Endoxylina
- Eutypa
- Eutypella
- Fassia
- Leptoperidia
- Peroneutypa
- Quaternaria
- Rostronitschkia